# Ralf Grabsch
Ralf Grabsch (født 7. april 1973) er en tidligere tysk professionel cykelrytter, som bl.a. har cyklet for det professionelle cykelhold Milram. Han arbejder som sportsdirektør for det tyske UCI Continental-hold Rad-Net Rose. Han er storebror til Bert Grabsch, der også var cykelrytter.